# Theodor Alt
Pour les articles homonymes, voir Alt.

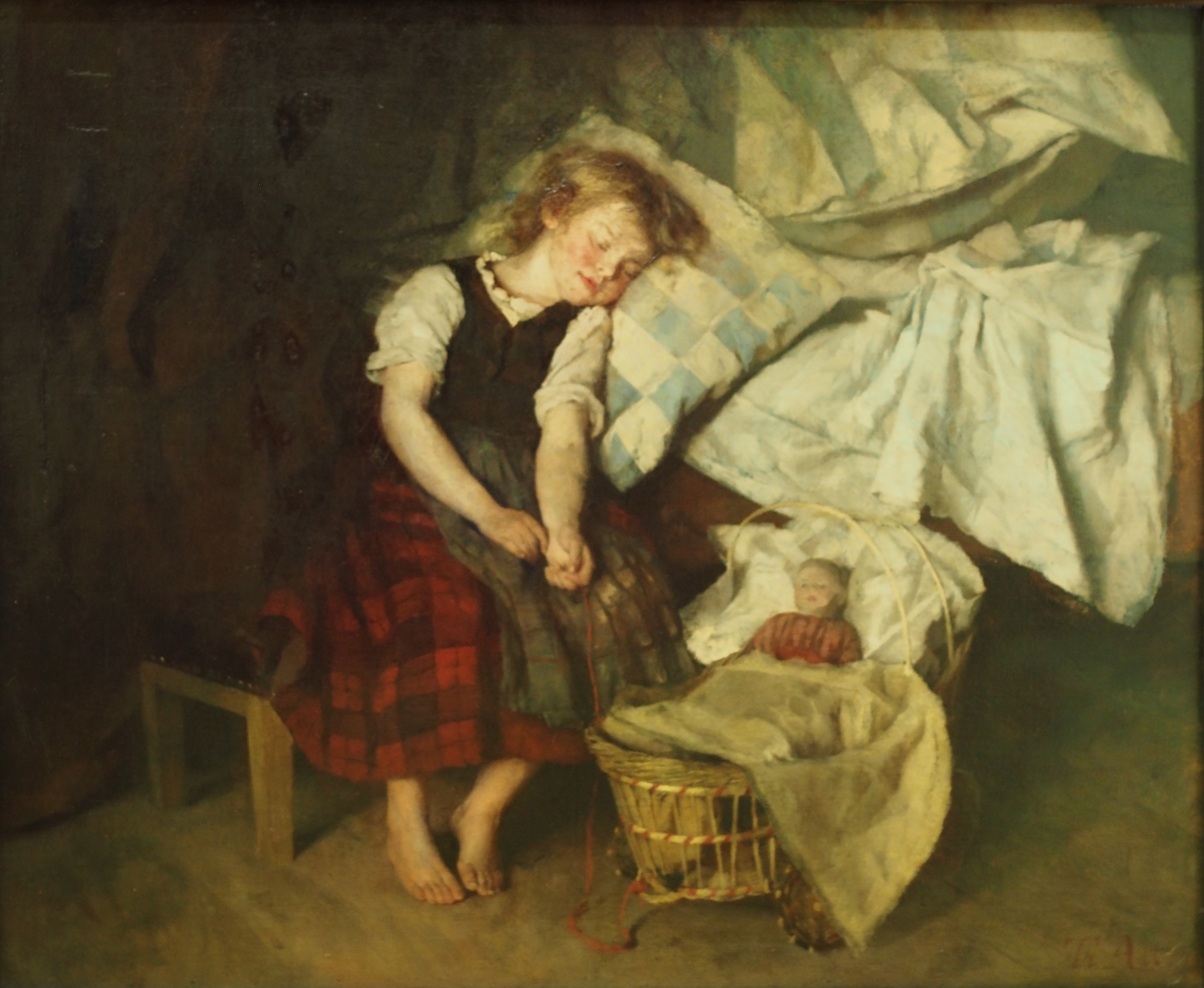
Late Riser (1871)

Theodor Zacharias Friedrich Alt, né le 23 janvier 1846 à Döhlau, et mort le 8 octobre 1937, est un peintre allemand.

## Biographie
Theodor Alt est né le 23 janvier 1846 à Döhlau. Fils du pasteur de pasteur, Alt reçoit ses premières études de ses parents et fréquente plus tard l'ancienne école latine de Ratisbonne, où son père dirigea la communauté protestante de 1856 à 1870.
De 1861 à 1863, il étudie à l'Académie des Beaux-Arts de Nuremberg, puis, sur la recommandation de ses professeurs, s'installe à l'Académie des Beaux-Arts de Munich. Il étudie d'abord avec Hermann Anschütz, suivi par Arthur von Ramberg de 1866 à 1873. En 1869, il se joint à d'anciens camarades de classe Wilhelm Leibl, Rudolf Hirth du Frênes et Johann Sperl pour partager un atelier. Ensemble, ils formaient le noyau d'un groupe d'artistes qui allait devenir le "Leibl-Kreis" (Cercle de Leibl)
Comme tout le monde dans le Cercle, Alt a été fortement influencé par Liebl et n' a jamais été en mesure de sortir complètement de son ombre. En 1873, il s'installe à Petersaurach pour créer un studio indépendant, mais l'apparition de la maladie mentale trois ans plus tard l'oblige à cesser temporairement de peindre.
Malgré quelques brèves améliorations, il a trouvé nécessaire de vivre à Adelshofen avec sa mère de 1878 à 1884. Il a produit très peu de travail, cependant, car il a été tourmenté par l'insomnie, les hallucinations et les impulsions violentes qui a conduit à plusieurs séjours à l'hôpital psychiatrique à Erlangen[réf. nécessaire].
En 1884, sa mère et lui déménagent à Rothenburg, où ils reçoivent de meilleurs soins médicaux. Après la mort de sa mère en 1901, il s'installe à Ansbach, chez la veuve d'un pasteur qui lui sert d'infirmière[réf. nécessaire]. Il y resta jusqu'à sa mort à l'âge de quatre-vingt-dix ans, produisant encore de temps en temps l'aquarelle du paysage local.
La majeure partie de son domaine est en possession du Reichsstadtmuseum Rothenburg.